# Wzgórze Błękitnego Snu
Wzgórze Błękitnego Snu – powieść obyczajowa autorstwa Igora Newerlego, wydana po raz pierwszy w 1986 roku przez wydawnictwo Czytelnik (ISBN 83-07-01369-0), drugie wydanie 2020. Jej treścią jest życie polskiego socjalisty, skazanego za próbę zamachu na cara na katorgę, a potem na wieczne osiedlenie na Syberii, przedstawione na tle syberyjskiego społeczeństwa w początkach XX wieku. Rosyjskie wydanie 1989 Czeski przekład Heleny Stachowej nie ukazał się.